# De Frogers
De Frogers zijn zanger René Froger, tv-presentatrice Natasja Froger, Natascha Froger, Danny Froger, Maxim Froger (oudste zoon van Natasja en René) en Didier Froger (broer van Maxim). Ook zijn er onder de naam De Frogers twee tv-series gelanceerd: De Frogers: Effe geen cent te makken en De Frogers: Helemaal Heppie.

## Effe geen cent te makken
De Frogers brachten in de eerste serie (2008) een tijd door met een inkomen op bijstandsniveau. Ze kregen eenmalig € 1000 voor de inrichting van het huis in de Vennecoolstraat te Hilversum en ze moesten een maand lang rond komen van € 607. Ze kregen elke week een opdracht die ze moesten betalen van die € 607, tegenslagen dus. Van een buurtfeest tot een borrelavond. De Frogers zetten zich in voor de Voedselbank. Na die maand, zetten De Frogers zich nog steeds in voor de Voedselbank.

## Helemaal Heppie
In 2009 keerden De Frogers terug op een camping. Ze hadden hun luxe villa tijdelijk ingeruild voor een (luxe)camper en tent. Natasja en René sliepen in de camper en Maxim en Didier in de tent, maar wisselden één nacht van plaats. Dit keer steunden ze Stichting Heppie, een instelling die zorgt voor een vakantie voor kinderen die dat normaal gesproken niet kunnen. De familie Froger hielp de stichting een permanent hotel te bouwen. Dat deden ze samen met de Sponsor Bingo Loterij. De Frogers zorgden voor onder meer bedden, servies, speelgoed en computers.

## Discografie

### Singles
| Single met eventuele hitnotering(en) in de Nederlandse Top 40 | Datum van verschijnen | Datum van binnenkomst | Hoogste positie | Aantal weken | Opmerkingen                                  |
| ------------------------------------------------------------- | --------------------- | --------------------- | --------------- | ------------ | -------------------------------------------- |
| De zon schijnt voor iedereen                                  | 2008                  | 20-12-2008            | 29              | 3            | Effe geen cent te makken                     |
| Zo Heppie!                                                    | 06-11-2009            | 02-01-2010            | 24              | 3            | Met Danny, Didier en Maxim / Helemaal Heppie |

### Dvd
Van De Frogers: Effe geen cent te makken verscheen een dvd-box.